# Überland-Zentrale Helmstedt

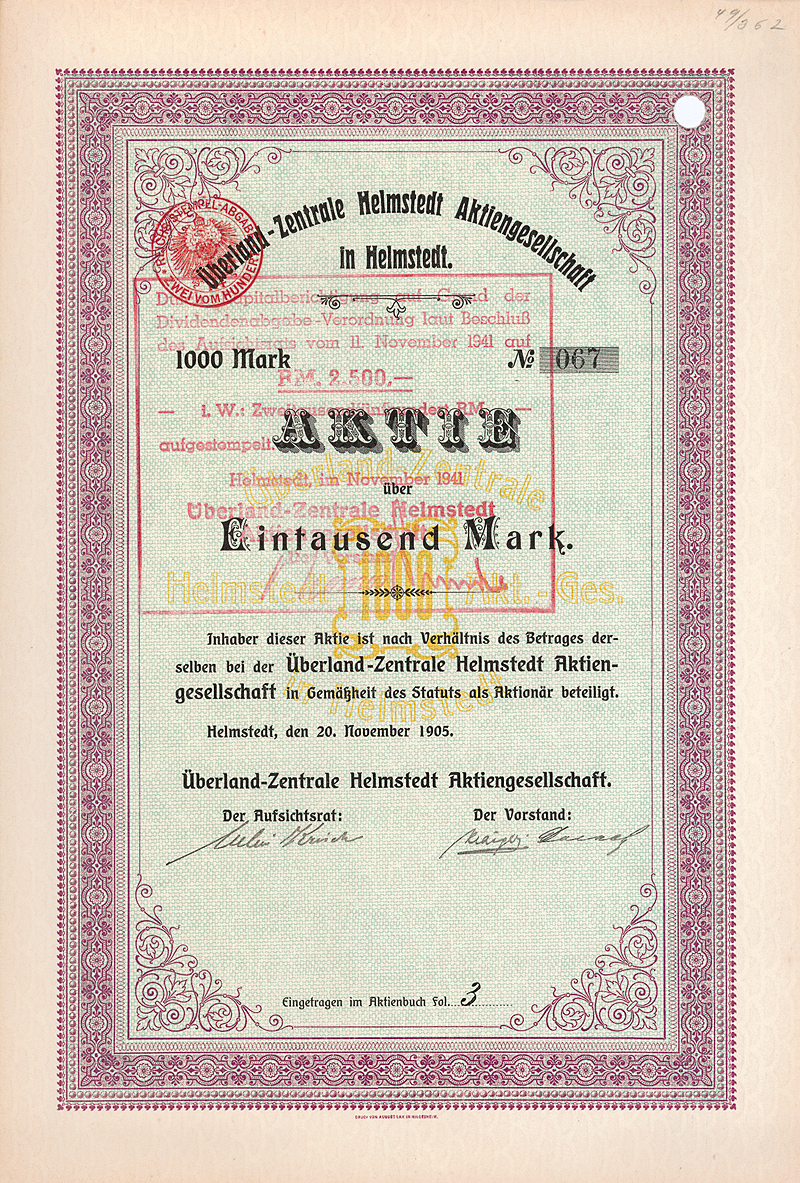
Aktie über 1000 Mark der Überland-Zentrale Helmstedt AG vom 20. November 1905

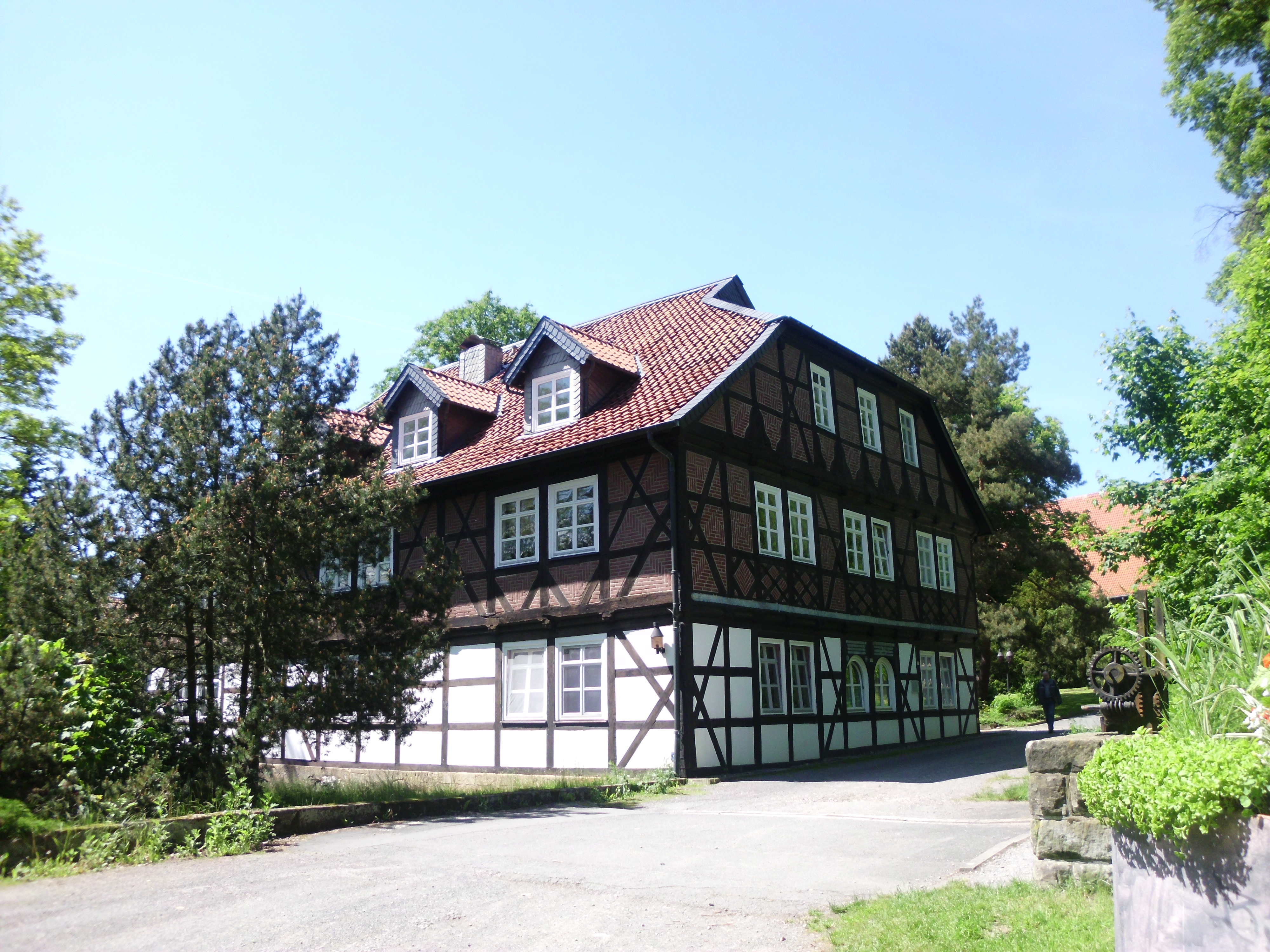
Ehemaliges Wasserkraftwerk der ÜZH in Salzgitter-Ringelheim

Die Überland-Zentrale Helmstedt AG (ÜZH; zum Begriff siehe Überlandzentrale siehe Elektrizitätswerk#Begriffswandel) war ein am 20. Oktober 1905 gegründetes regionales Stromversorgungsunternehmen mit Sitz im niedersächsischen Helmstedt. Über Beteiligungsgesellschaften war sie in Niedersachsen und Sachsen-Anhalt  auch in Gasversorgung, Wasserversorgung, Abwasserbehandlung und Gebäudemanagement (Facilitymanagement) tätig. 
Die Gesellschaft errichtete ein eigenes Wärmekraftwerk in unmittelbarer Nähe der Braunkohlengrube „Emma“, die der Gewerkschaft Suder’sche Braunkohlenwerke gehörte. 1909 erwarb die ÜZH sämtliche Kuxe dieser Gewerkschaft, das ÜZH-Aktienkapital wurde dazu von ursprünglich 150.000 Mark auf 2 Millionen Mark erhöht. Später übernahm die ÜZH die Überlandzentrale Goslar-Wolfenbüttel-Ringelheim und 1921 auch die Braunschweigische Elektrizitäts-Betriebs-Gesellschaft mbH in Schöningen.
Im Januar 1913 wurde ein Vertrag zwischen dem Landkreis Braunschweig, der ÜZH und der Braunschweigische Kohlen-Bergwerke AG (BKB) geschlossen, mit dem die gesamte Elektrizitätsversorgung des Landkreises den beiden Unternehmen übertragen wurde. In der unmittelbaren Folge wurde die ÜZH zum 1. April 1913 eine 100%ige Tochtergesellschaft der BKB, die 1914 den Betrieb der Suder’schen Braunkohlenwerke übernahm.
Nach dem Ende der Hochinflation wurde das ÜZH-Aktienkapital im Verhältnis 1:1 auf 2 Millionen Goldmark bzw. Reichsmark umgestellt – während die meisten deutschen Aktiengesellschaften bei dieser Umstellung eine deutliche Wertberichtigung (Verringerung) vornehmen mussten. Im Aufsichtsrat der ÜZH saßen zu dieser Zeit mit Emil Kirdorf und Albert Vögler zwei der prominentesten und einflussreichsten Manager des Ruhrbergbaus.
Die BKB gehörte ab 1986 mehrheitlich zum VEBA-Konzern. Im Rahmen der Neuordnung dieses Konzerns fusionierte die ÜZH im Jahr 1999 mit Energieversorgung Magdeburg AG (EVM), Ferngas Salzgitter AG (FSG), Hannover-Braunschweigische Stromversorgungs AG (Hastra) und Landesgasversorgung Niedersachsen AG (Landesgas) zur Avacon AG, die im Juni 2005 zur E.ON Avacon AG umfirmierte.
Unmittelbar versorgte die ÜZH Kunden im Landkreis Helmstedt, Landkreis Wolfenbüttel, Landkreis Goslar sowie der kreisfreien Stadt Salzgitter mit Strom aus Braunkohle. Zudem belieferte sie mittelbar Kunden der Hastra, der Nordharzer Kraftwerke (NKW) sowie der Landelektrizität GmbH (LandE). Damit erstreckte sich das Stromversorgungsgebiet im südöstlichen Niedersachsen vom Harz bis in die Lüneburger Heide.  
In der Stadt Salzgitter, Ortsteil Ringelheim wurde eine Betriebsverwaltung unterhalten; die ÜZH renovierte die Ringelheimer Wassermühle, die im Jahr 1898 das erste Elektrizitätskraftwerk der Region war.